# Ford Country Sedan

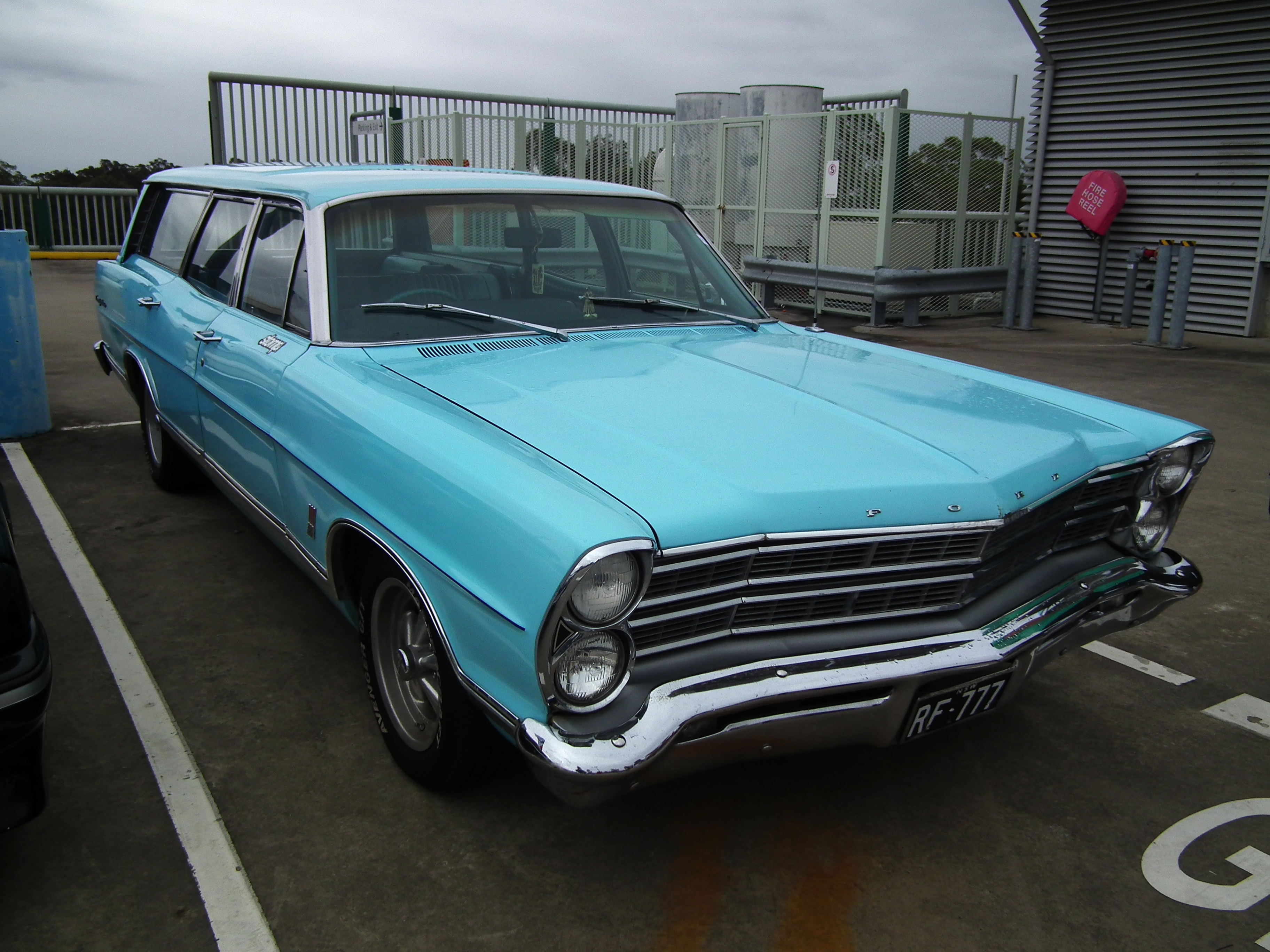
Ford Country Sedan de 1967

Le Ford Country Sedan est une automobile de type break full-size qui a été construite par Ford de 1952 à 1974.
Il était basé sur la gamme des voitures full-size de Ford disponible chaque année. Le Country Sedan était le break intermédiaire de la gamme Ford. Contrairement au Ford Country Squire de style « Woody », le Country Sedan présentait des flancs de carrosserie peints. En tant que break full-size, il pouvait transporter jusqu'à 9 passagers, s'il était équipé d'une troisième banquette.

## Historique
Le Country Sedan, dans la même gamme que les Ford Customline de 1952 à 1954, apparaît avec la première génération de breaks Ford quatre portes disponibles après-guerre. Étonnamment, les premières brochures relatives aux futures Ford de 1952 ne mentionnaient pas les Country Sedan. Renouant avec la tradition des breaks Woody en bois, Ford introduit ses premiers breaks tout-métal sous la forme des Country Squire (rattachées aux Crestline de haut de gamme avec des panneaux décoratifs en bois), des Country Sedan ainsi que des breaks deux portes Ranch Wagon (alors cantonnées à la gamme Mainline, en bas de gamme). Contrairement aux autres Customline, le seul moteur disponible de série en 1952 et 1953 est le V8 flathead de Ford "Strato-Star" de 239 pouces cubes (3 920 cm3) atteignant 110 ch. En 1954, une version mieux finie du break deux portes Ranch Wagon s'ajoute à la gamme Customline et le nouveau V8 Y-block de 130 ch est introduit. Les acheteurs peuvent désormais choisir le six cylindres en ligne "Mileage maker" auparavant réservé aux berlines et Ranch Wagons dont la puissance est montée à 115 ch grâce à une augmentation de cylindrée.

À partir de 1955, Ford a transféré ses breaks vers leurs propres séries à part des autres automobiles sur lesquelles elles sont basées et le Country Sedan a continué de représenter le break de niveau intermédiaire aux côtés du Ranch Wagon en finition Custom. 1955 marque également l'introduction d'une version sans troisième rangée de sièges des Country Sedan. Le modèle 1956 se singularise par une distinction visuelle entre les Country Sedan 6 et 9 places : les premières arborent sur leurs flancs un liseré chromé s'incurvant sur les portières arrière (inspiré des Customline) tandis que les secondes ont un trait chromé bien plus large, avec un V sur les portières avant, emprunté aux berlines Fairlane et breaks Parklane.

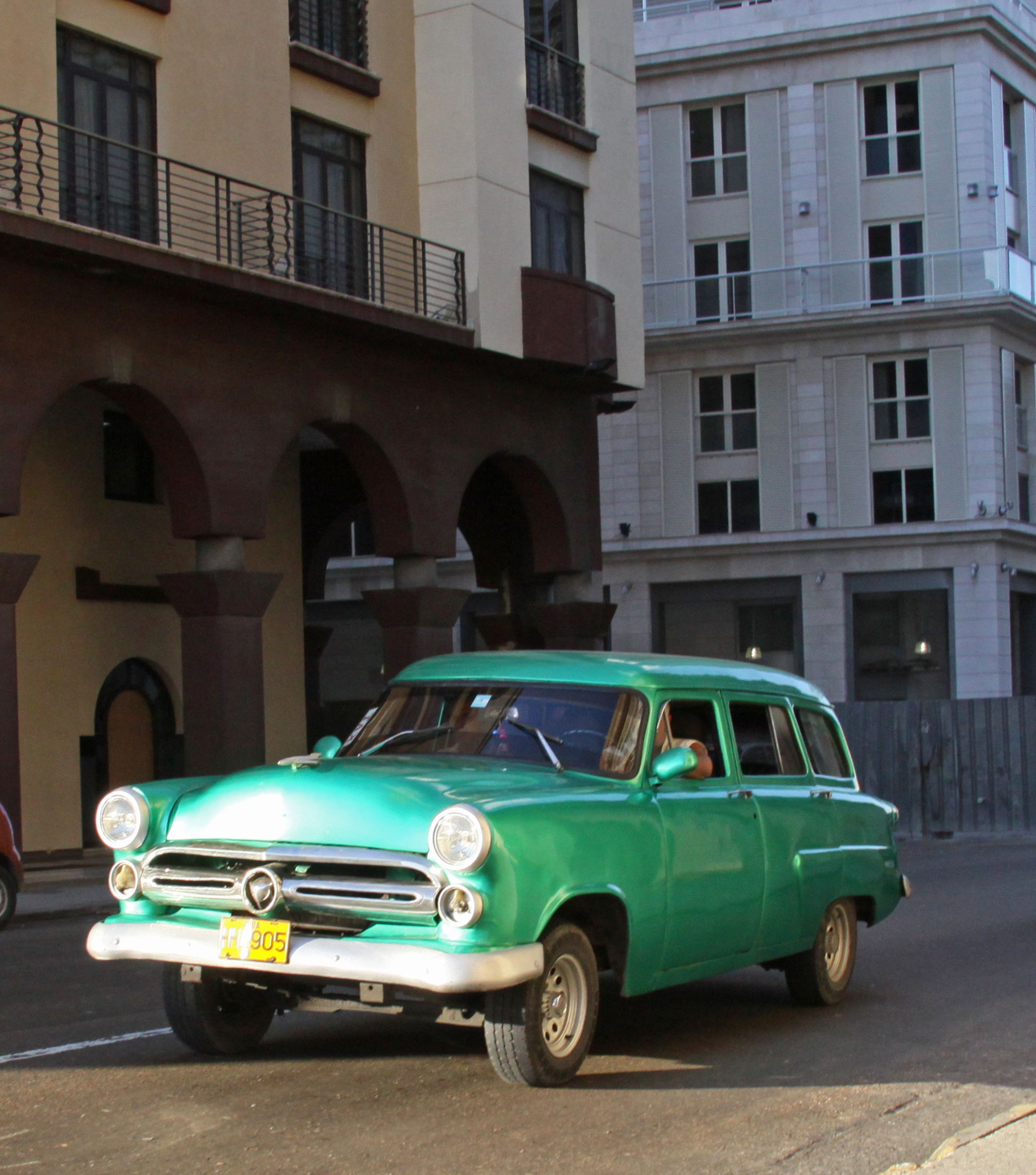
Break de 1952 à Cuba.
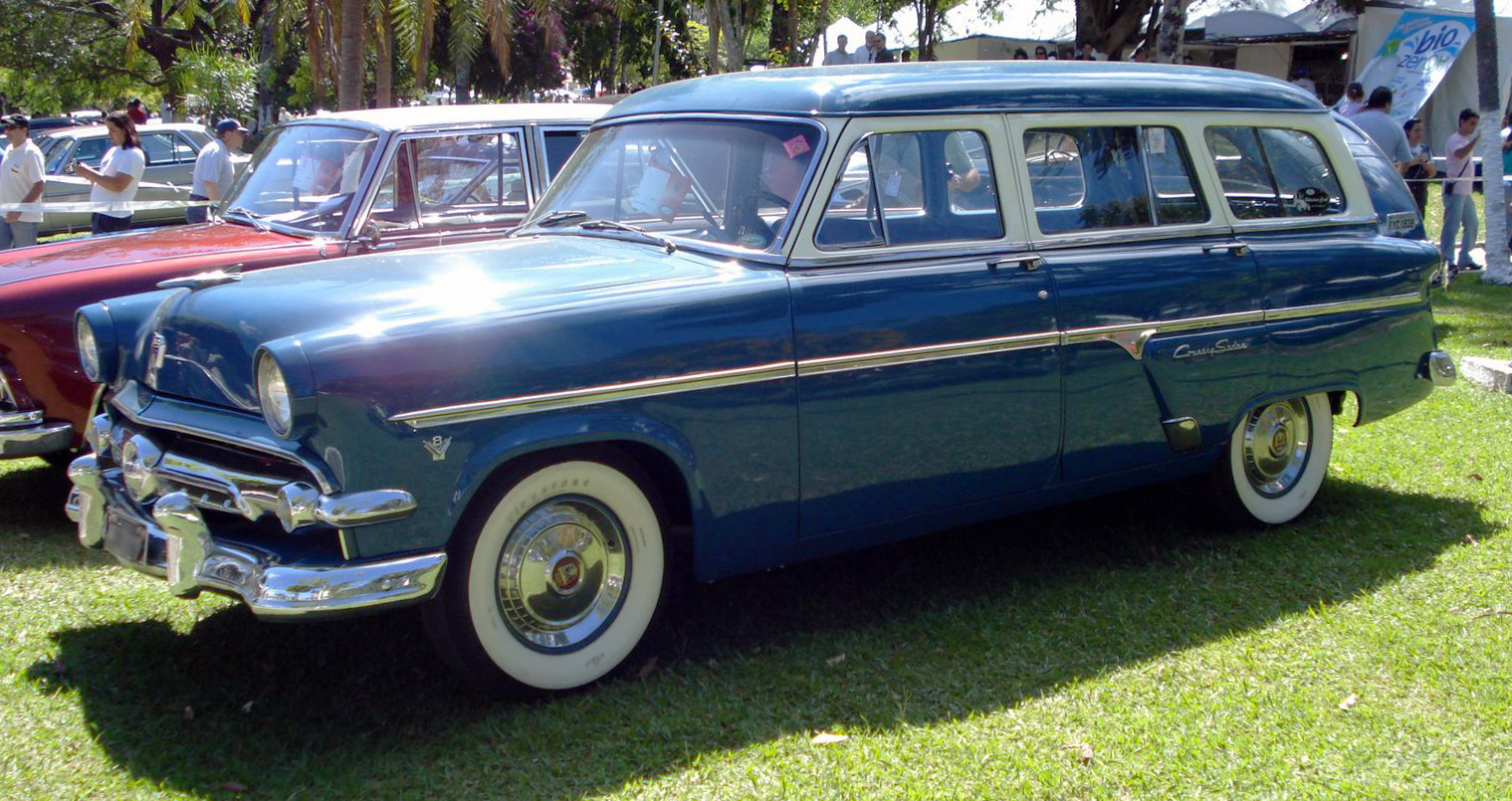
Modèle 1954.
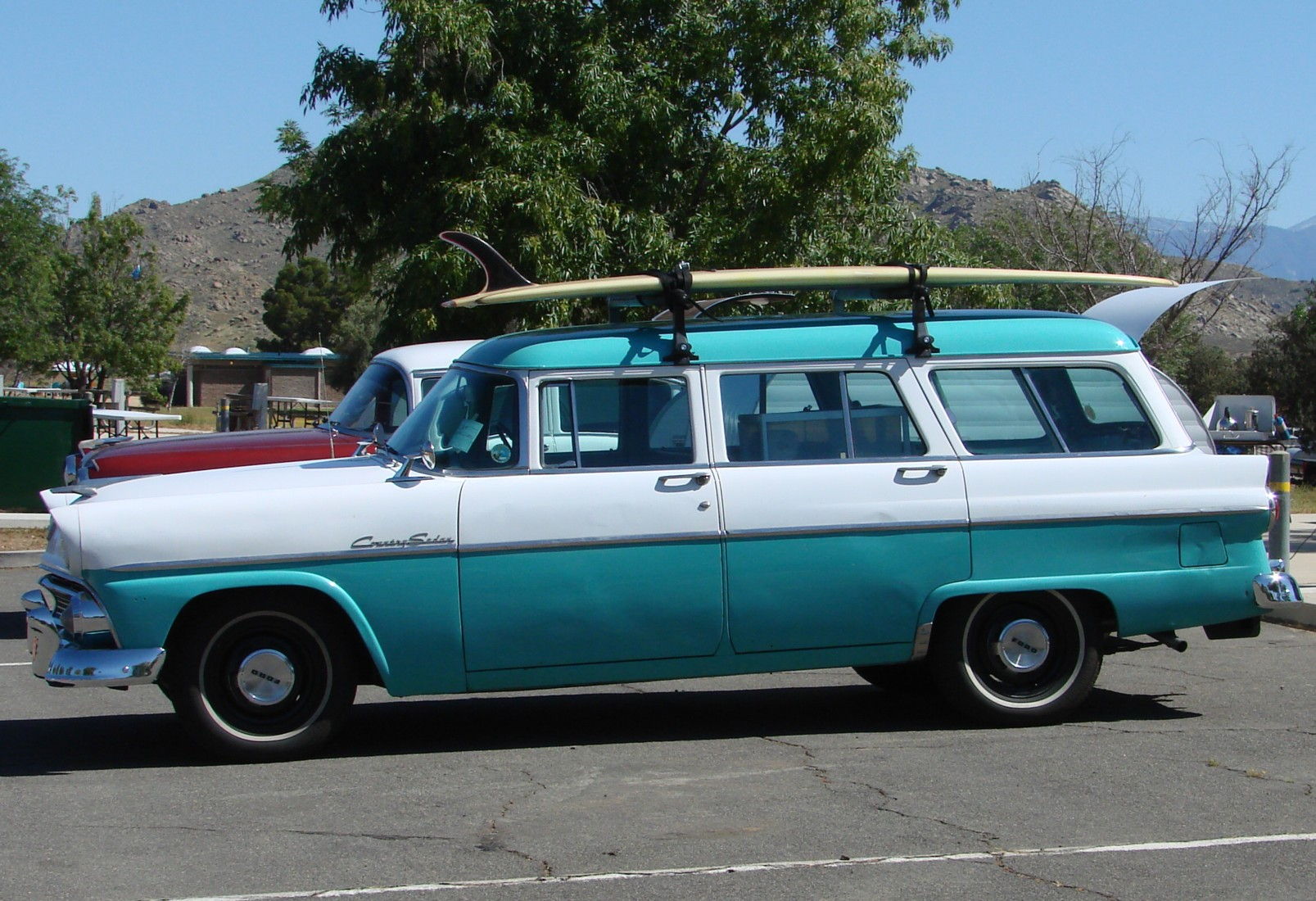
Modèle 1955.
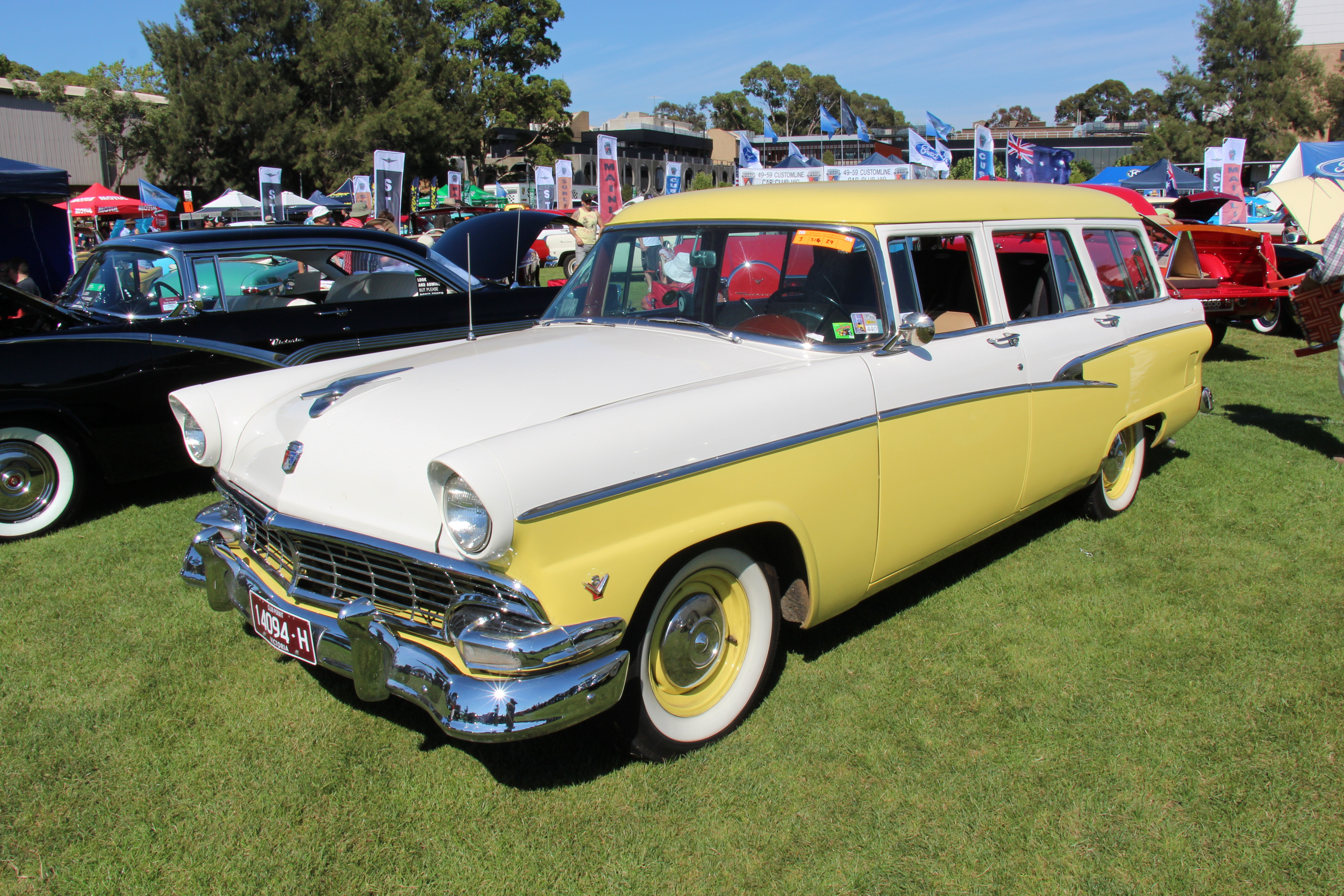
Version six places de 1956.
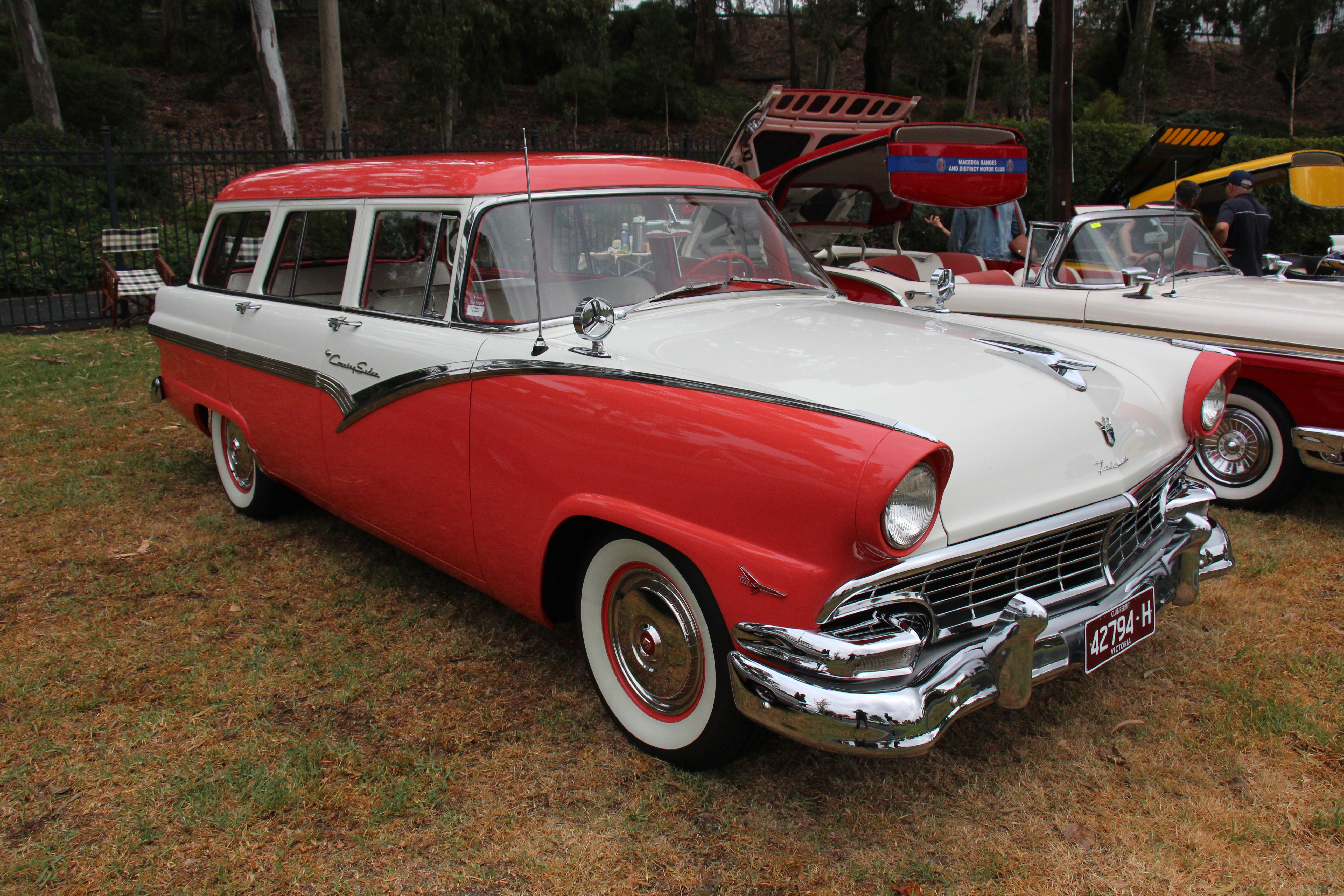
Version neuf places de 1956.
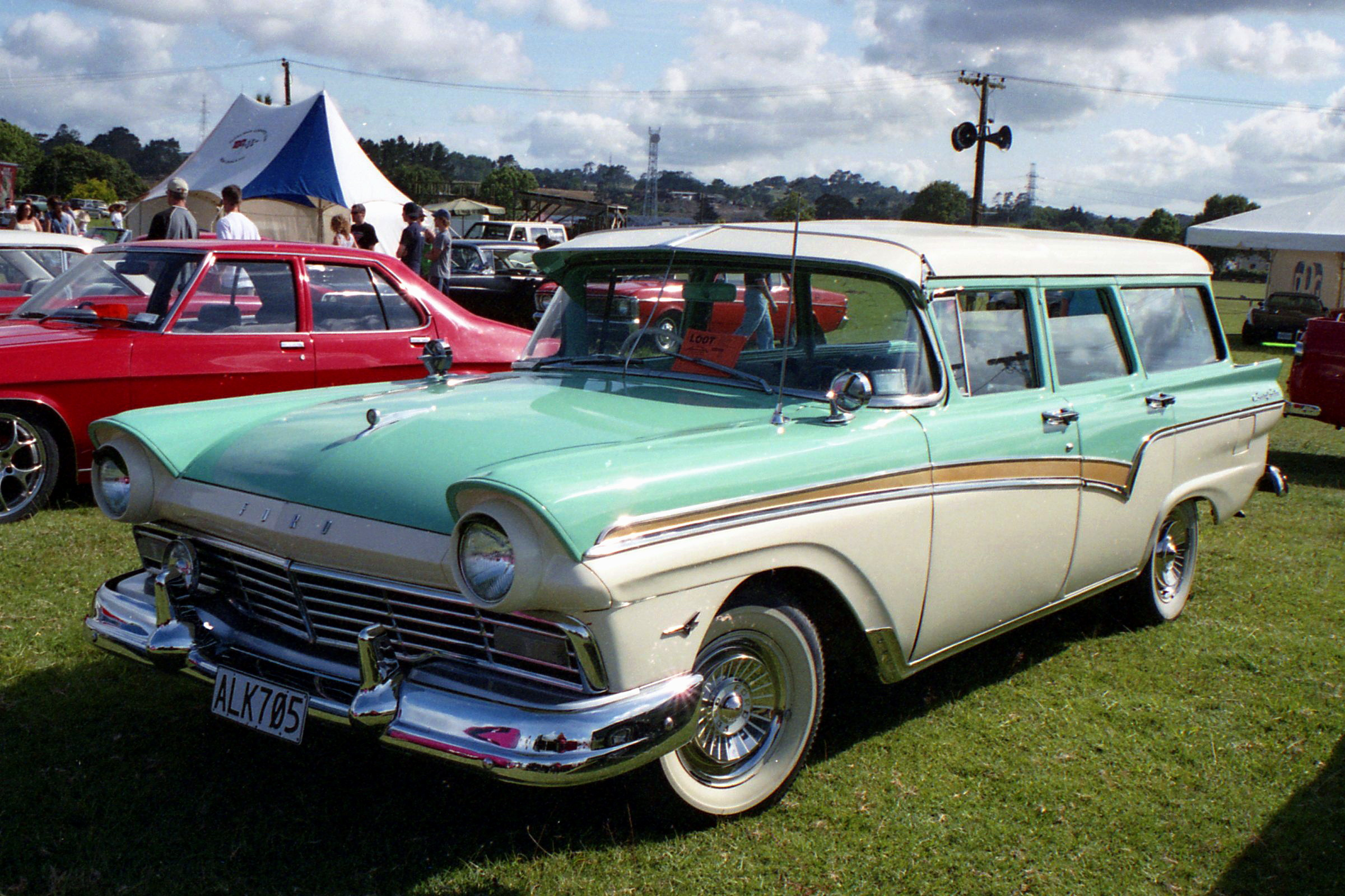
Country Sedan de 1957.
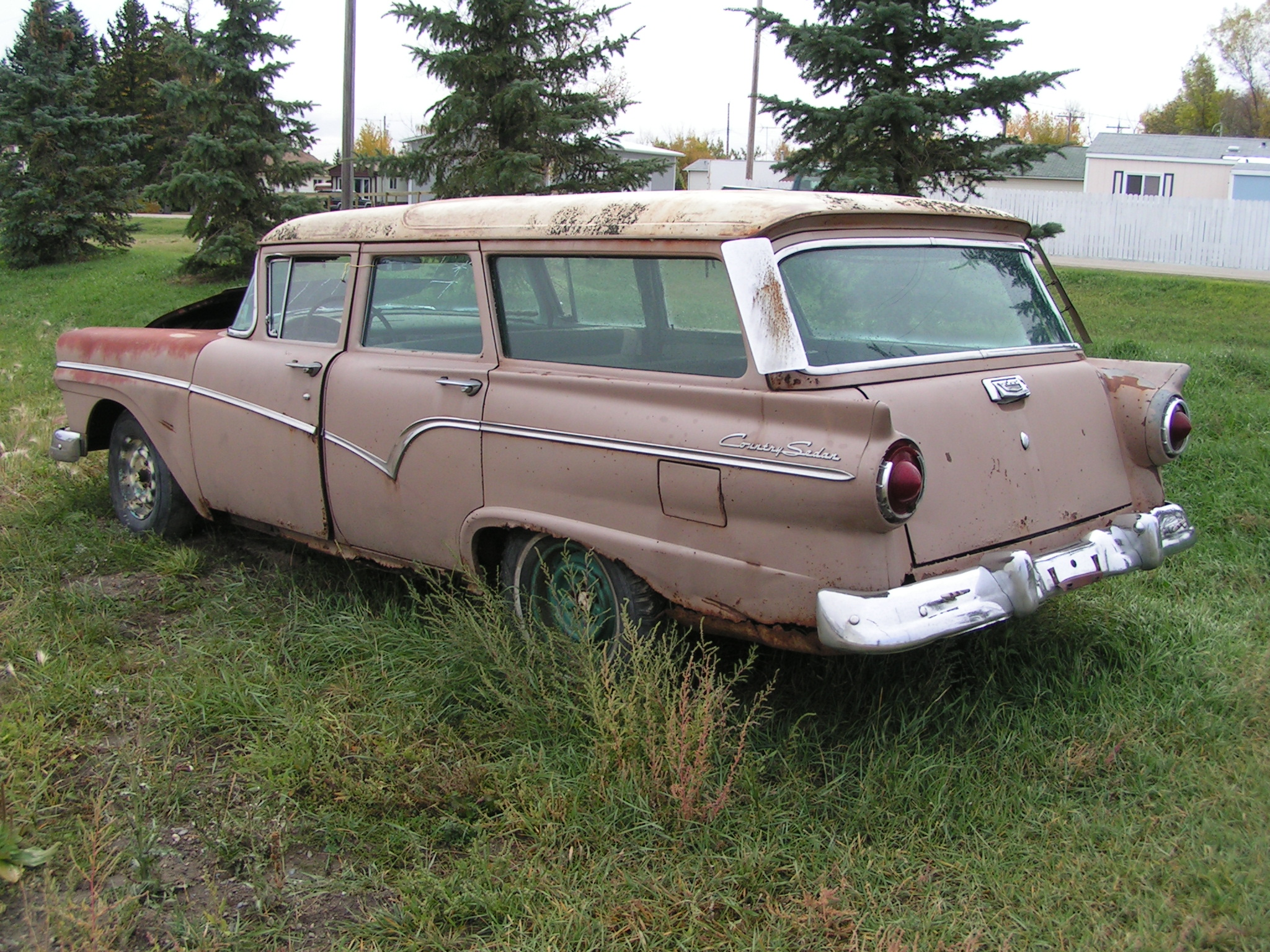
Rare version dépourvue de bande dorée entourée de chrome.
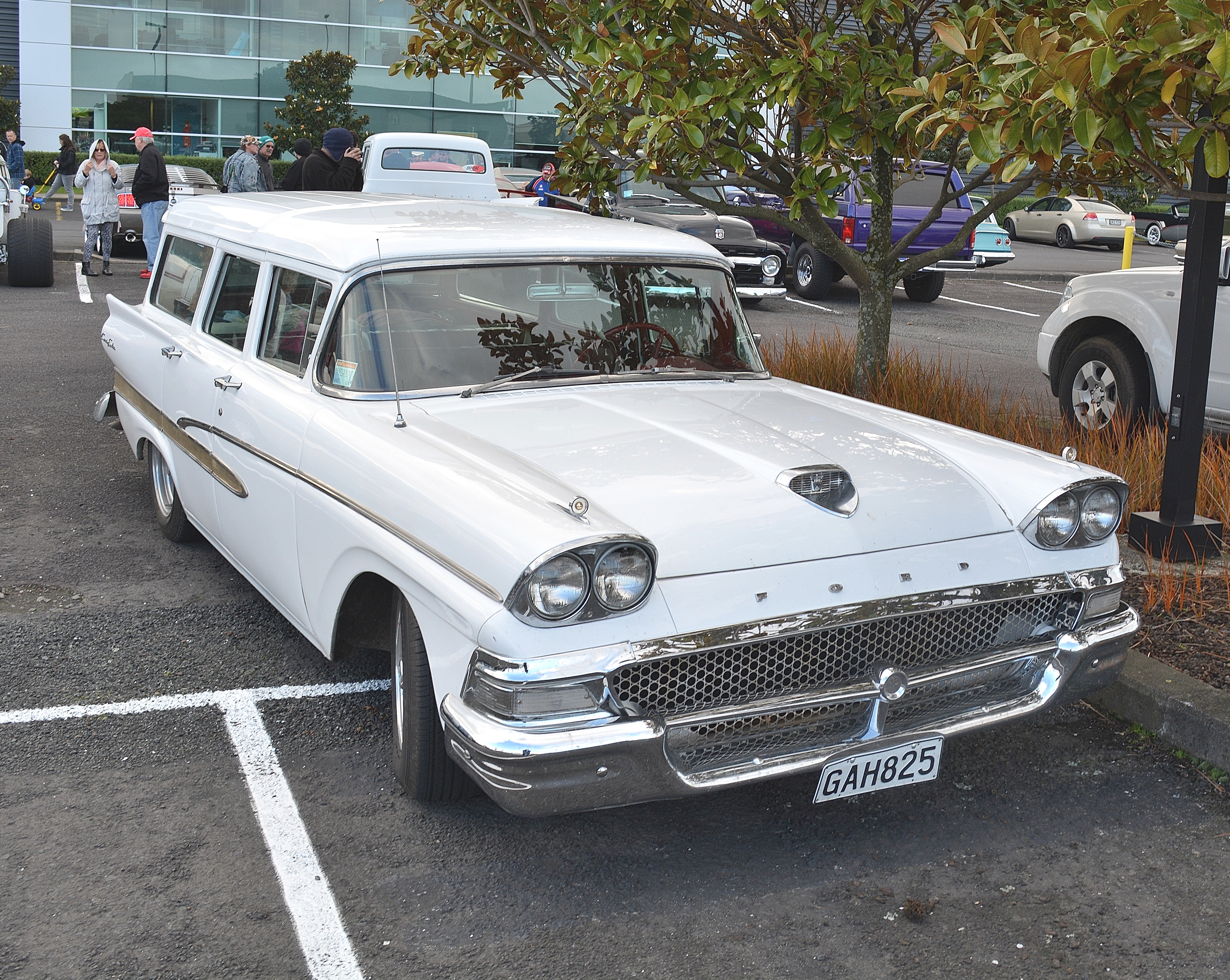
Modèle 1958.
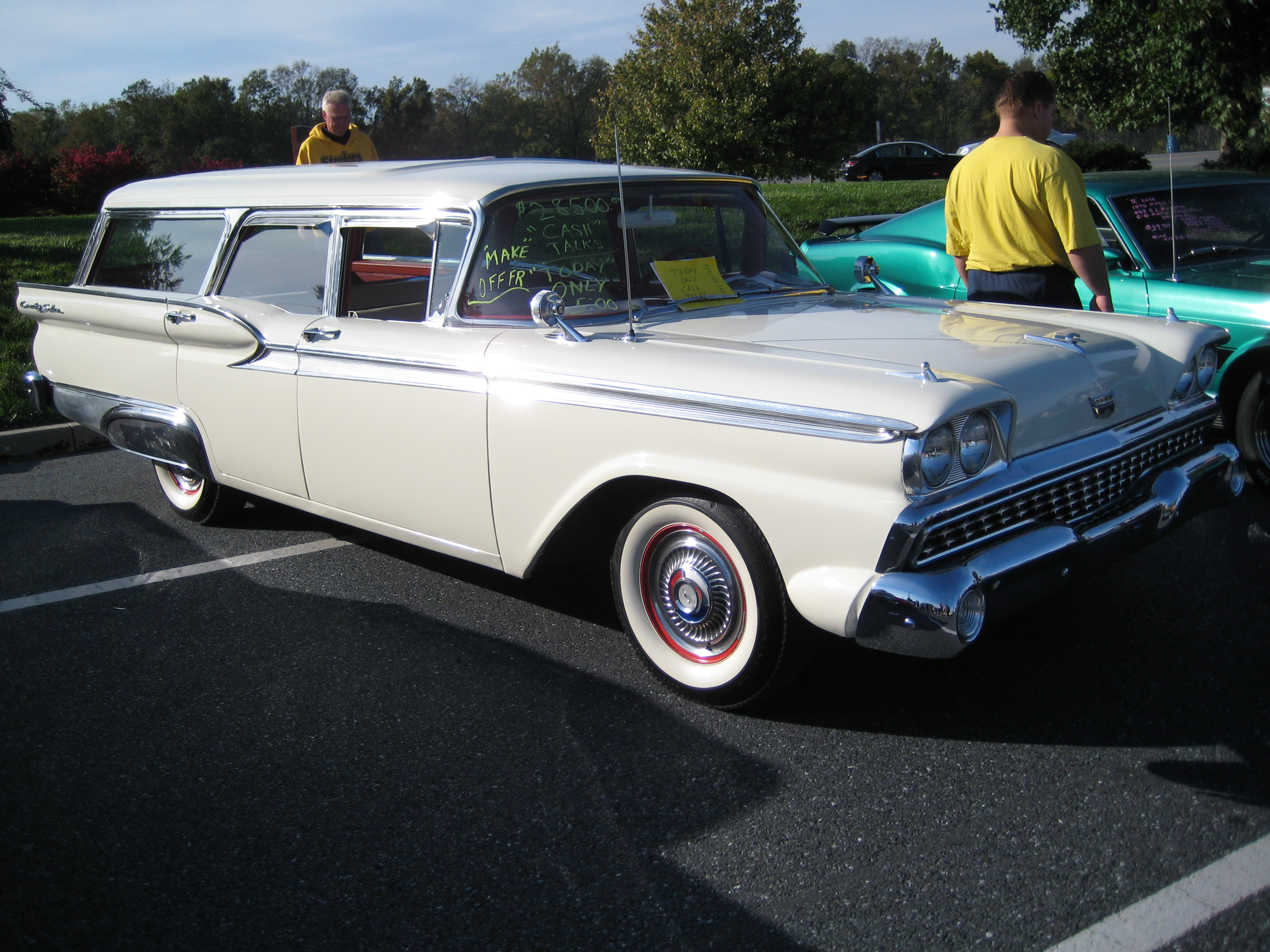
Break quatre portes de 1959.
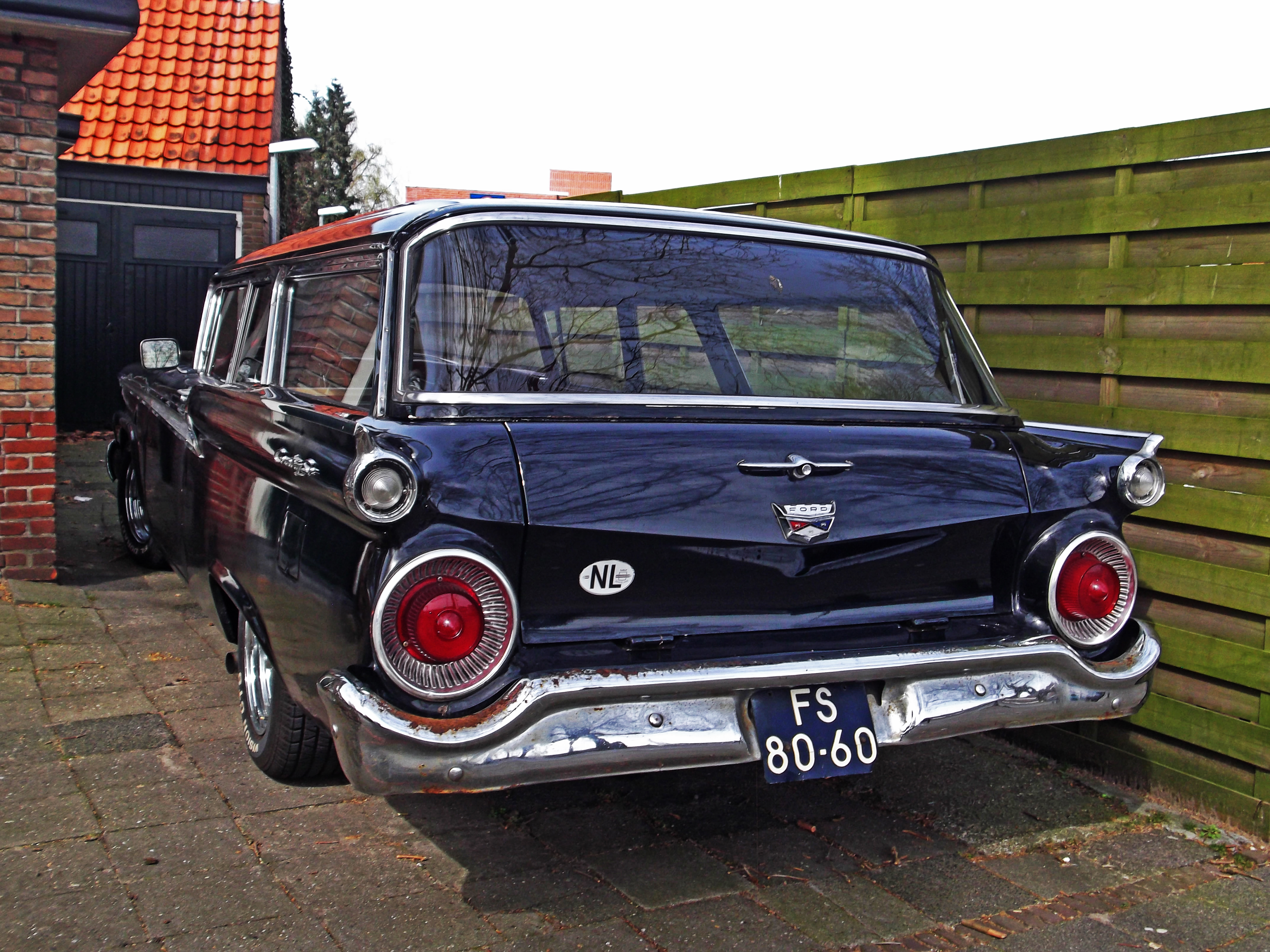
Break deux portes de 1959.

Redimensionnés en 1957, les breaks Ford voient leur gamme chamboulée : la carrosserie quatre portes est également utilisée par les Ranch Wagon à partir de 1958 tandis que des breaks deux portes Country Sedan font leur apparition l'année suivante.
Au cours des années 1960 et 1970, le Country Sedan était proche de la Ford Galaxie et plus tard de la Ford Galaxie 500 en éléments de finition. Pour 1972, 1973 et 1974, le modèle a été commercialisé sous le nom de Galaxie 500 Country Sedan et à partir de 1975, il a été rebaptisé Ford LTD break. À cette époque, le niveau de finition était identique à celui du Ford Country Squire, à l'exception de l'absence de panneaux extérieurs en bois simulés.

## Hayons
(Originaire de Ford Country Squire)
Avant 1961, tous les breaks Ford utilisaient un hayon en deux parties qui obligeait l'opérateur à lever la lunette arrière et à la verrouiller en place via un support mécanique, puis à abaisser le hayon pour accéder pleinement au compartiment arrière.
Pour l'année modèle 1961, Ford a incorporé un ensemble de hayon qui comportait une fenêtre à roulement automatique qui pouvait soit être abaissée dans la porte via une manivelle à l'extérieur de la porte, soit par un moteur électrique actionné par la clé ou un interrupteur intérieur. Une mesure de verrouillage de sécurité exigeait que la lunette arrière soit entièrement rétractée dans la porte afin de pouvoir être abaissée.
Avec l'introduction des modèles de 1966, tous les breaks Ford ont introduit le Magic Door Gate qui permettait au hayon du véhicule de fonctionner comme un hayon traditionnel pouvant être abaissé, ou vers l'extérieur comme une porte normale pour un accès plus facile au zone assise. Le Magic Door Gate a été rendue possible grâce à l'utilisation d'une charnière fixe traditionnelle côté passager et d'une combinaison de charnières le long des portes côté conducteur, supportant le poids du hayon lorsqu'il basculait vers l'extérieur lorsqu'il était utilisé comme porte.
General Motors, Chrysler, AMC et Toyota adopteront une configuration similaire à la fin des années 1960.